# تک‌آراواره
تک‌آراواره (نام علمی: Monognathus) نام یک سرده از راسته مارماهی‌سانان پلیکانی است.